# Principado de Sealand
Sealand, oficialmente Principado de Sealand (en inglés: Principality of Sealand) es una micronación y principado autoproclamado, cuya forma de gobierno es la monarquía constitucional, parlamentaria, unitaria. El principado proclama como territorio soberano propio la plataforma marina Roughs Tower, construida por la Royal Navy en 1942 y localizada en el mar del Norte, a diez kilómetros de la costa de Suffolk, en el Reino Unido, así como aguas territoriales en un radio de doce millas náuticas.
Sealand fue ocupado por la familia y asociados de Paddy Roy Bates, quien autoproclamó el principado y acuñó para sí mismo el apelativo de Su Alteza Real Príncipe Roy de Sealand. La población en sus instalaciones rara vez excede de cinco personas y el área habitable de la torre es de 550 m².
Ningún país ha reconocido la soberanía y legitimidad de Sealand. A menudo se la utiliza como un caso de estudio relacionado con cómo los principios de derecho internacional se pueden aplicar a un territorio en disputa.

## Historia

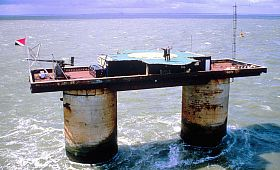
«HM Fort Roughs», conocida como «Roughs Tower». Fue una de las Fortalezas Marinas Maunsell construidas por el Reino Unido durante la Segunda Guerra Mundial.

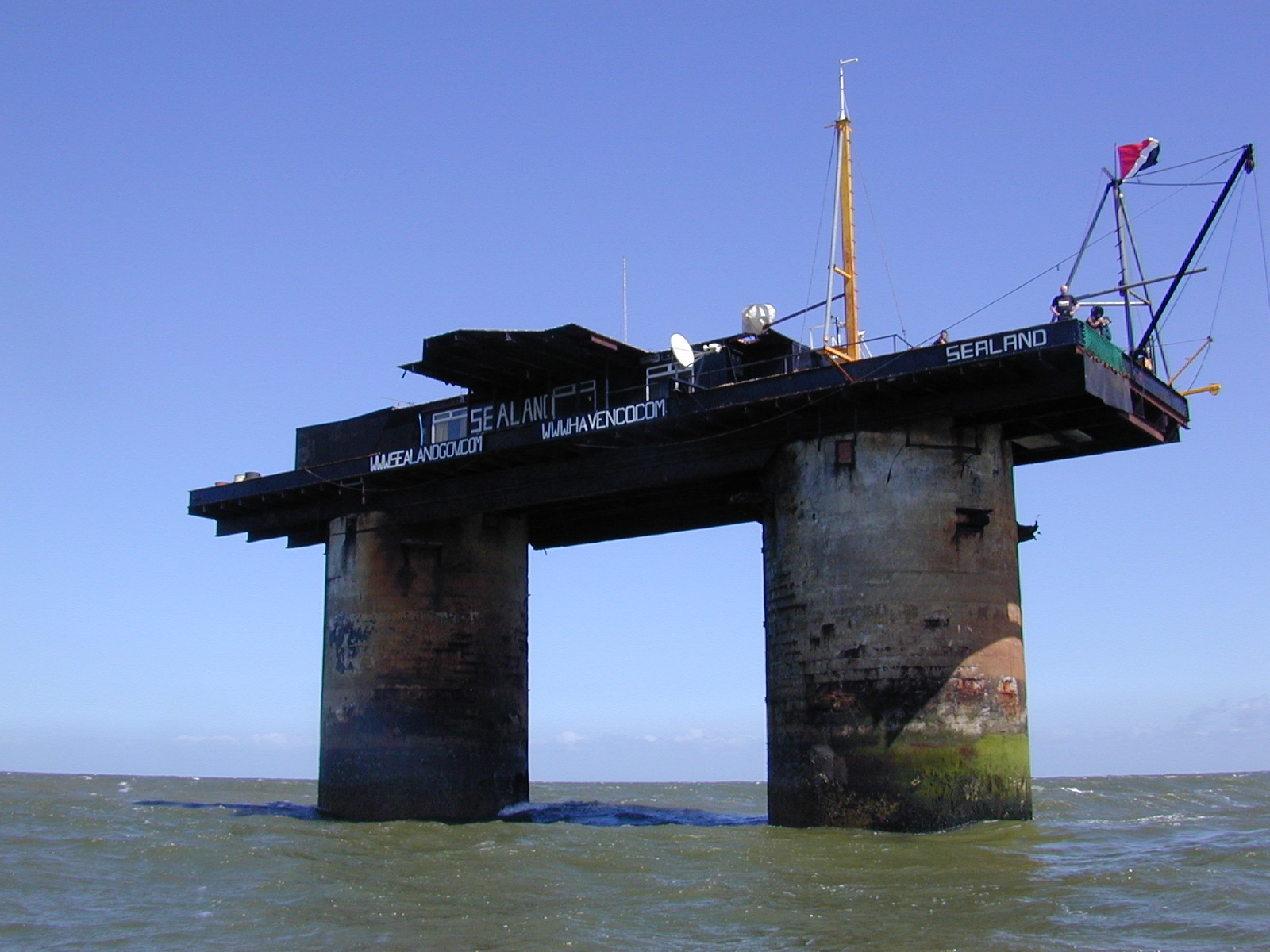
Sealand reclama soberanía sobre el área de Roughs Tower y sus aguas territoriales.

Situación del principado con las marcas de las aguas pertenecientes al Reino Unido, 3 MN y 12 MN.

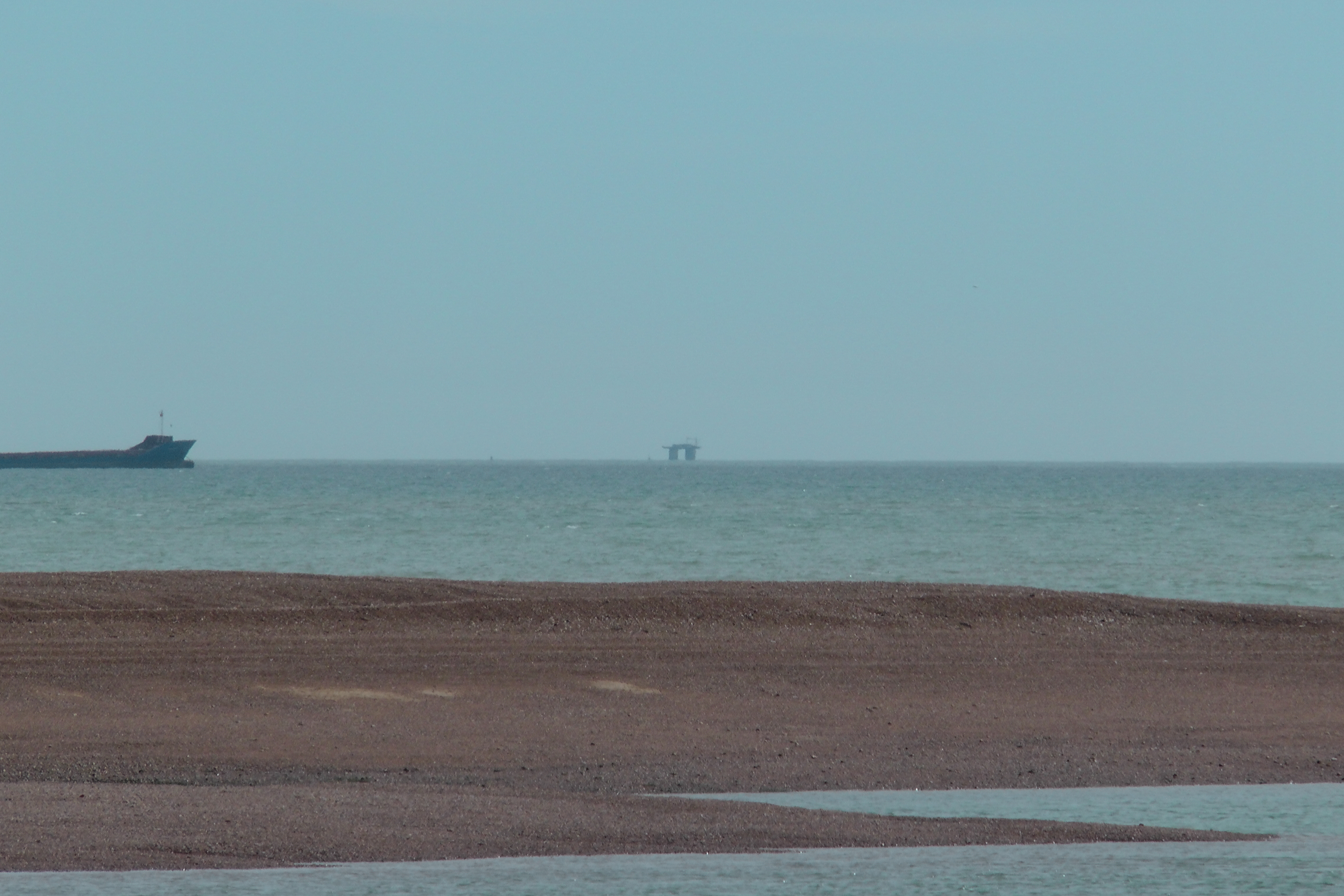
El principado visto desde la costa británica.

Estandarte real del príncipe de Sealand

En 1942, durante la Segunda Guerra Mundial, el Reino Unido construyó el HM Fort Roughs como parte de las Fortalezas Marinas Maunsell. El fuerte está compuesto por una plataforma flotante equipada con una superestructura de dos torres unidas por una cubierta sobre la cual podían agregarse otras estructuras.
La plataforma fue remolcada hasta Rough Sands, un banco de arena ubicado aproximadamente a diez kilómetros de la costa de Suffolk y trece kilómetros de la costa de Essex, Inglaterra, donde se inundó intencionadamente el casco de la embarcación para fijar su posición sobre el fondo del banco de arena. La estructura que es visible actualmente corresponde a la superestructura del buque. La ubicación elegida se encontraba en aguas internacionales, más allá de los cinco kilómetros de aguas territoriales reclamadas por el Reino Unido en esa época.
La instalación (conocida como Roughs Tower) fue ocupada por entre 150 y 300 personas de la Marina Real durante la Segunda Guerra Mundial y no fue hasta 1956 cuando el último personal fue evacuado y la torre abandonada.
El 2 de septiembre de 1967 el fuerte fue ocupado por Paddy Roy Bates, un ciudadano británico presentador de radio pirata, quien expulsó a un grupo rival de radiopiratas y reclamó soberanía con base en su interpretación personal del derecho internacional.
En 1968 el hijo de Roy, Michael Bates, fue llevado a juicio como resultado de un incidente durante el cual se abrió fuego contra un buque de la Armada británica en las inmediaciones de Sealand. De acuerdo con algunos informes, los tripulantes del buque intentaban desalojar a los Bates del fuerte, mientras otros argumentan que sólo estaban realizando trabajos de reparación en una boya de navegación cercana. El 25 de noviembre de 1968 la corte, con sede en Chelmsford, Essex, declaró que debido a que el incidente ocurrió fuera de las aguas territoriales británicas, no tenía jurisdicción sobre el caso. Bates ha citado este caso como un acto en el que el Reino Unido reconocía su soberanía de facto.
En 1978, mientras Bates se encontraba fuera, el primer ministro de Sealand, Alexander G. Achenbach, junto con varios ciudadanos alemanes y neerlandeses, tomó por la fuerza la torre manteniendo a Michael Bates cautivo, para liberarlo varios días después en los Países Bajos.
Bates preparó asistencia armada y usando un helicóptero de asalto retomó la fortaleza. Mantuvo a los invasores cautivos y los declaró prisioneros de guerra. La mayoría de los participantes en la invasión fueron repatriados al cese de la «guerra», pero Achenbach, un abogado alemán poseedor de un pasaporte de Sealand, fue acusado de traición contra Sealand y sería mantenido cautivo a menos que pagara 75 000 DM. Los gobiernos de los Países Bajos y de Alemania solicitaron al Gobierno británico su liberación; sin embargo este se deslindó de toda responsabilidad citando la decisión de la corte de 1968. Alemania entonces envió un diplomático de su embajada en Londres a Roughs Tower para negociar con el príncipe Roy, la liberación de Achenbach. Después de varias semanas Roy Bates cedió y seguidamente afirmó que la visita del diplomático constituía un reconocimiento de facto de Alemania a Sealand (Alemania no ha confirmado esta interpretación).
Después de su repatriación, Achenbach estableció en Alemania un «gobierno en el exilio» en oposición a Roy Bates, asumiendo el título de «Chairman of the Privy Council». A su renuncia por motivos de salud en agosto de 1989, el «ministro para la cooperación económica» del gobierno rebelde, Johanes Seiger, asumió el control bajo el título de primer ministro y «Chairman of the Privy Council». Seiger continúa afirmando ser la autoridad legítima de Sealand.
Sealand reclama como su territorio las aguas alrededor de la torre en una extensión de doce millas náuticas y ha afirmado haber defendido físicamente su reclamación al menos en una ocasión. En un incidente en 1990 en el que se le disparó desde Sealand al Golden Eye, un buque auxiliar de la Marina Real.[cita requerida]
Durante una época un grupo español presuntamente asociado al gobierno en el exilio de Seiger, manufacturó y vendió pasaportes de Sealand, los cuales lograron una amplia difusión, sobre todo en Europa del Este. Estos pasaportes, que no fueron autorizados por la familia Bates, se vieron involucrados en varios crímenes de importancia, incluyendo el asesinato de Gianni Versace. Debido a la gran cantidad de pasaportes ilegales en circulación (estimada en 150 000), en 1997 la familia Bates revocó todos los pasaportes de Sealand, incluyendo los que ellos mismos habían emitido en los últimos treinta años.
En 1968 el Reino Unido incorporó la zona de Roughs Sands a las aguas territoriales británicas. Entre 1990-1991 el Reino Unido presentó ante una Corte Administrativa de los Estados Unidos evidencia de que ningún «Principado de Sealand» independiente hubiese existido jamás. Este caso nunca fue apelado por la familia real sealandesa.
Se cree que todos los miembros de la «Familia Real Sealandesa» conservan su nacionalidad británica. Desde 1999 ninguno de ellos ha establecido su residencia permanente en Roughs Tower, que está ocupada actualmente por uno o más encargados en representación de Michael Bates, el cual a su vez vive en Leigh on Sea, Inglaterra. Como Sealand no es un país reconocido, la familia Bates viaja internacionalmente con el pasaporte que los acredita como ciudadanos británicos.
En junio de 2006 se produjo un incendio debido a la explosión de un generador de electricidad. Los daños son serios pero la estructura permaneció segura. Durante unas semanas después del incendio, se prohibió la entrada de naves extranjeras en un diámetro de una milla náutica al principado, así como el aterrizaje de helicópteros.
En el año 2007, el principado de Sealand puso a la venta la plataforma que conforma su territorio. Para realizar la transacción tal efecto se contrató a la empresa española Inmonaranja.
Actualmente, el principado de Sealand se mantiene, en mayor medida, con la venta de títulos nobiliarios, a través de la página oficial del principado. Para el año 2023, Sealand cuenta con más de 300 ciudadanos, provenientes de distintos lugares del mundo.

## Administración
Independientemente de su estatuto jurídico, la familia Bates gestiona Sealand como si se tratara de una entidad soberana reconocida y son sus gobernantes reales hereditarios. Roy Bates se llamó a sí mismo «Prince Roy» y a su esposa «Princess Joan». Su hijo es conocido como «Su Alteza Real el Príncipe Miguel» y ha sido llamado «Príncipe Regente» por la familia Bates desde 1999 En este cargo, aparentemente sirve como «Jefe de Estado» en funciones de Sealand y también como «Jefe de Gobierno».
En una conferencia sobre micronaciones organizada por la Universidad de Sunderland en 2004, Sealand estuvo representada por James, el hijo de Michael Bates. La instalación está ahora ocupada por uno o más cuidadores que representan a Michael Bates, quien reside en Essex, Inglaterra.
La constitución de Sealand fue instituida en 1975. Consta de un preámbulo y siete artículos. El preámbulo afirma la independencia de Sealand, mientras que los artículos tratan de manera diversa el estatus de Sealand como monarquía constitucional, el empoderamiento de las oficinas de gobierno, el papel de un senado asesor designado, las funciones de un tribunal legal asesor designado, una proscripción contra el porte de armas excepto por parte de los miembros de una "Guardia de Sello" designada, el derecho exclusivo del soberano a formular la política exterior y alterar la constitución, y la sucesión hereditaria patrilineal de la monarquía.
Se afirma que el sistema legal de Sealand sigue el derecho consuetudinario británico, y los estatutos adoptan la forma de decretos promulgados por el soberano. Sealand ha emitido «pasaportes de fantasía» (denominados así por el Consejo de Asuntos Exteriores de la Unión Europea), que no son válidos para los viajes internacionales, y ostenta el récord mundial Guinness de «la zona más pequeña para reivindicar el estatus de nación», el lema de Sealand es E Mare Libertas ('Del mar, la libertad'). Aparece en artículos de Sealand —como sellos, pasaportes y monedas— y es el título del himno de Sealand. El himno fue compuesto por el londinense Basil Simonenko; al ser un himno instrumental, no tiene letra. En 2005, el himno fue grabado por la Orquesta Sinfónica de la Radio Eslovaca y publicado en su CD Himnos Nacionales del Mundo, Vol. 7: Catar - Siria.

## Estatus legal

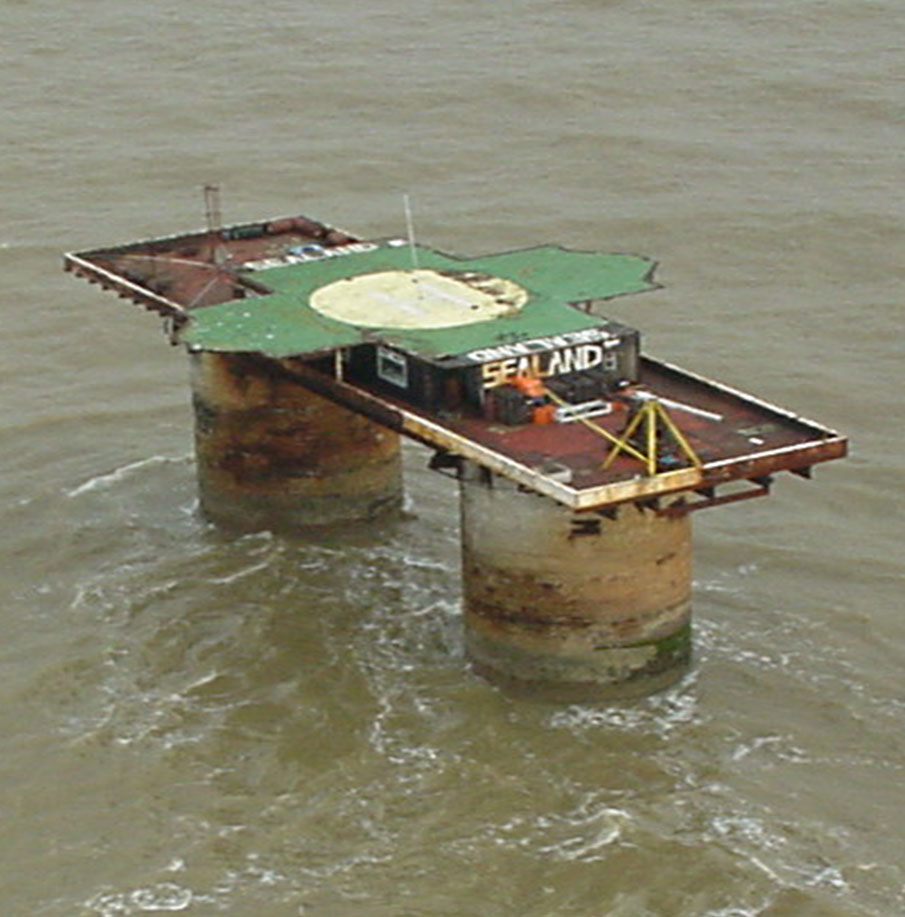
Sealand fue una antigua instalación militar británica llamada HM Fort Roughs.

La proclamación de Sealand como territorio independiente se basa en estos dos argumentos:
1. Cuando Paddy Roy Bates y sus asociados ocuparon Roughs Tower y realizaron el Acta de Independencia en 1967, en que Sealand se declaraba su independencia del Reino Unido, esta se encontraba en aguas internacionales, fuera de la jurisdicción del Reino Unido o cualquier otro estado soberano. Basándose en ello Sealand declara legitimidad y soberanía de iure y de facto.
2. La interacción entre el Gobierno británico y Sealand constituye reconocimiento de facto. Con esa base, Sealand alega legitimidad de facto.

En derecho internacional, las dos escuelas de pensamiento de lo que constituye un estado están representadas por las teorías constitutiva y declarativa de la creación del Estado. La teoría constitutiva era el modelo estándar usado en el siglo XIX, en tanto que la teoría declarativa fue desarrollada en el siglo XX para compensar algunas omisiones de la constitutiva. En la teoría constitutiva un estado existe exclusivamente por el reconocimiento de otros estados. La teoría no aclara si por esto se entiende «reconocimiento diplomático» o simplemente «reconocimiento de su existencia». Aun cuando ningún estado ha otorgado a Sealand reconocimiento diplomático, Bates insiste en que las negociaciones efectuadas por Alemania constituyen «reconocimiento de existencia». En la teoría declaratoria, toda entidad se convierte en estado tan pronto como reúne todos los requerimientos para ser considerada como tal. El reconocimiento de otros estados es meramente «declaratorio».
Bajo el Derecho internacional, los criterios para lo que constituye un estado son definidos por la Convención de Montevideo. Esta afirma que un territorio definido, una población permanente, un gobierno, y la capacidad de relacionarse con otros estados soberanos, son los únicos requisitos para fundar un estado soberano. Ninguno de estos requisitos tiene que ceñirse a ningún estándar o tamaño definido, pero sus características generales deberían ser tomadas en cuenta.
Criterios similares pueden ser hallados en las Opiniones del Comité de Arbitraje Badinter de la Unión Europea. El comité concluyó que un estado era definido por tener un territorio, una población, y una autoridad política. El comité también llegó a la conclusión de que la existencia y desaparición de estados es una cuestión de hechos, en tanto que el reconocimiento de otros estados es meramente declaratorio.
Después de la decisión de la corte británica en 1968, el Reino Unido extendió sus aguas territoriales a doce millas náuticas (22 km), acción a la que tenía derecho bajo normas internacionales desde 1958 (aunque la ley necesaria no fue aprobada hasta 1987). Esa y otras leyes posteriores tienen que ver con la construcción y estatus legal de las islas artificiales. Sin embargo, dado que Roughs Tower es en realidad una embarcación hundida, algunos señalan que no puede ser regida por dichas leyes.

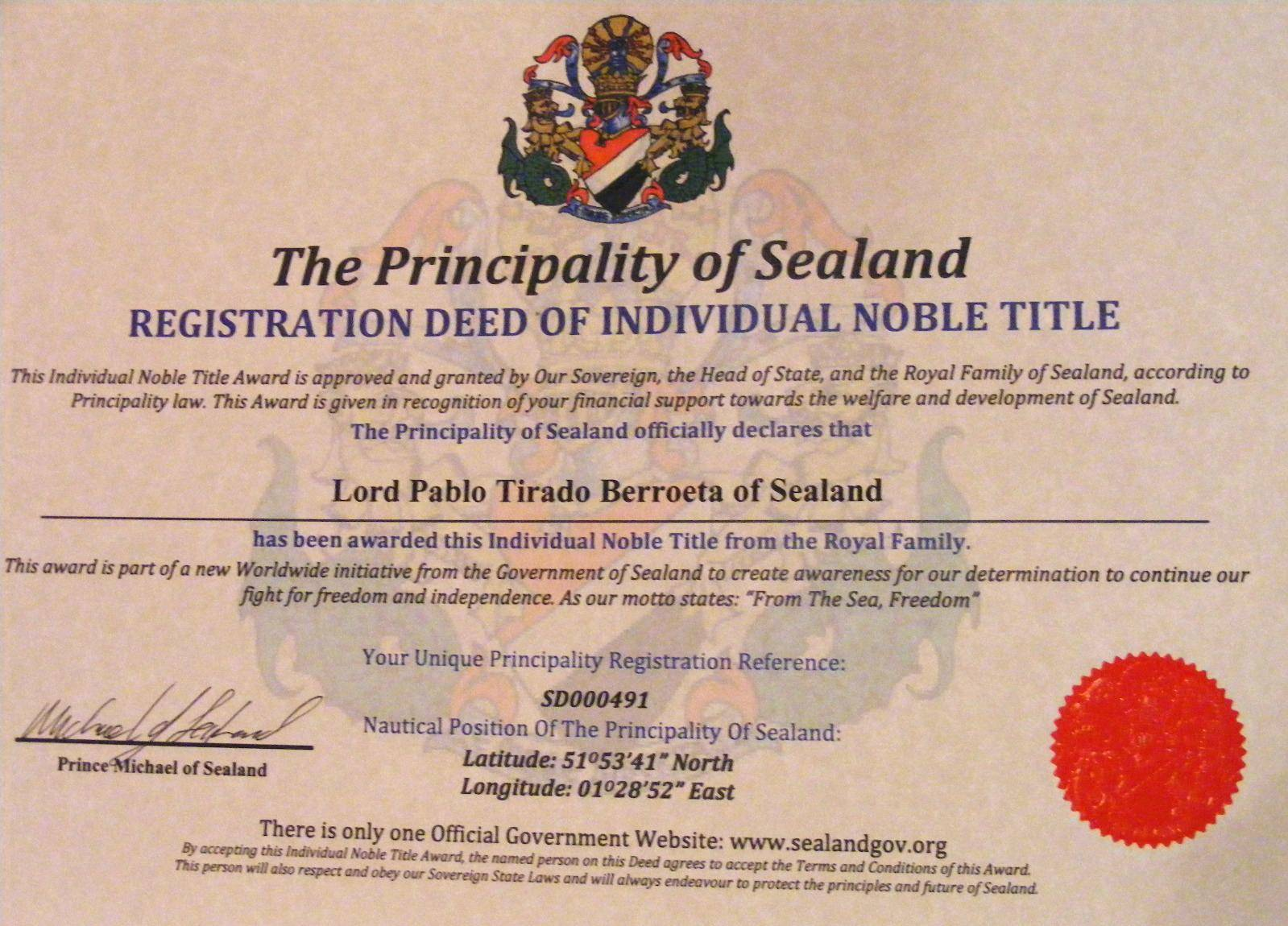
Título nobiliario emitido por el Principado de Sealand (2008).

De acuerdo con la Convención de las Naciones Unidas para el Derecho del Mar de 1982, no existe ninguna ley transitoria y ninguna posibilidad de aceptar la existencia de una construcción previamente aprobada o construida por un estado vecino. Esto puede significar que ya no es posible construir islas artificiales y después declarar su soberanía con fines de extender una zona económica exclusiva o reclamar aguas territoriales. Pero, siendo Roughs Tower una embarcación hundida y no una isla artificial, sería necesario que el Departamento de la Corona de Su Majestad (quienes son los legítimos propietarios del suelo debajo de la torre), actuara como propietario quejoso para retirar el hundimiento de su propiedad. Si Sealand es una embarcación hundida y no una isla artificial, no puede entonces hacer ninguna reclamación de soberanía, pues una embarcación no puede considerarse como territorio «permanente», uno de los requisitos para establecer un Estado.
Aun cuando el Gobierno británico ha declarado públicamente su autoridad sobre Roughs Tower, parece ser política gubernamental evitar cualquier acción o comentario a menos que se vean forzados. Los documentos del Gobierno británico, ahora disponibles al público tras expirar sus treinta años de confidencialidad, muestran que hubo planes para retomar la torre por la fuerza, pero no fueron aprobados por el primer ministro en funciones debido al potencial de pérdida de vidas y la creación de un desastre legal y de relaciones públicas.
En 1990-1991, el Gobierno británico presentó evidencias ante una Corte administrativa de los EE. UU. de que no existe y jamás ha existido ningún estado independiente con el nombre de Sealand. El 6 de diciembre de 2005, el diario británico The Times publicó una nota afirmando que el Gobierno y las Cortes británicas finalmente habían admitido que Sealand «está fuera del territorio nacional británico [...] y no forma parte del Reino Unido», aunque el diario no dio más detalles y no ha habido confirmación de otras fuentes.

## Príncipes
| Paddy Roy Bates                       | 29 de agosto de 1921 | 2 de septiembre de 1967 | 9 de octubre de 2012 | 9 de octubre de 2012 | Joan Bates |
| Regencia de Michael Bates (1999-2012) |                      |                         |                      |                      |            |
| Michael Bates                         | 2 de agosto de 1952  | 9 de octubre de 2012    | actualidad           | -                    | Mei Shi    |

## Moneda

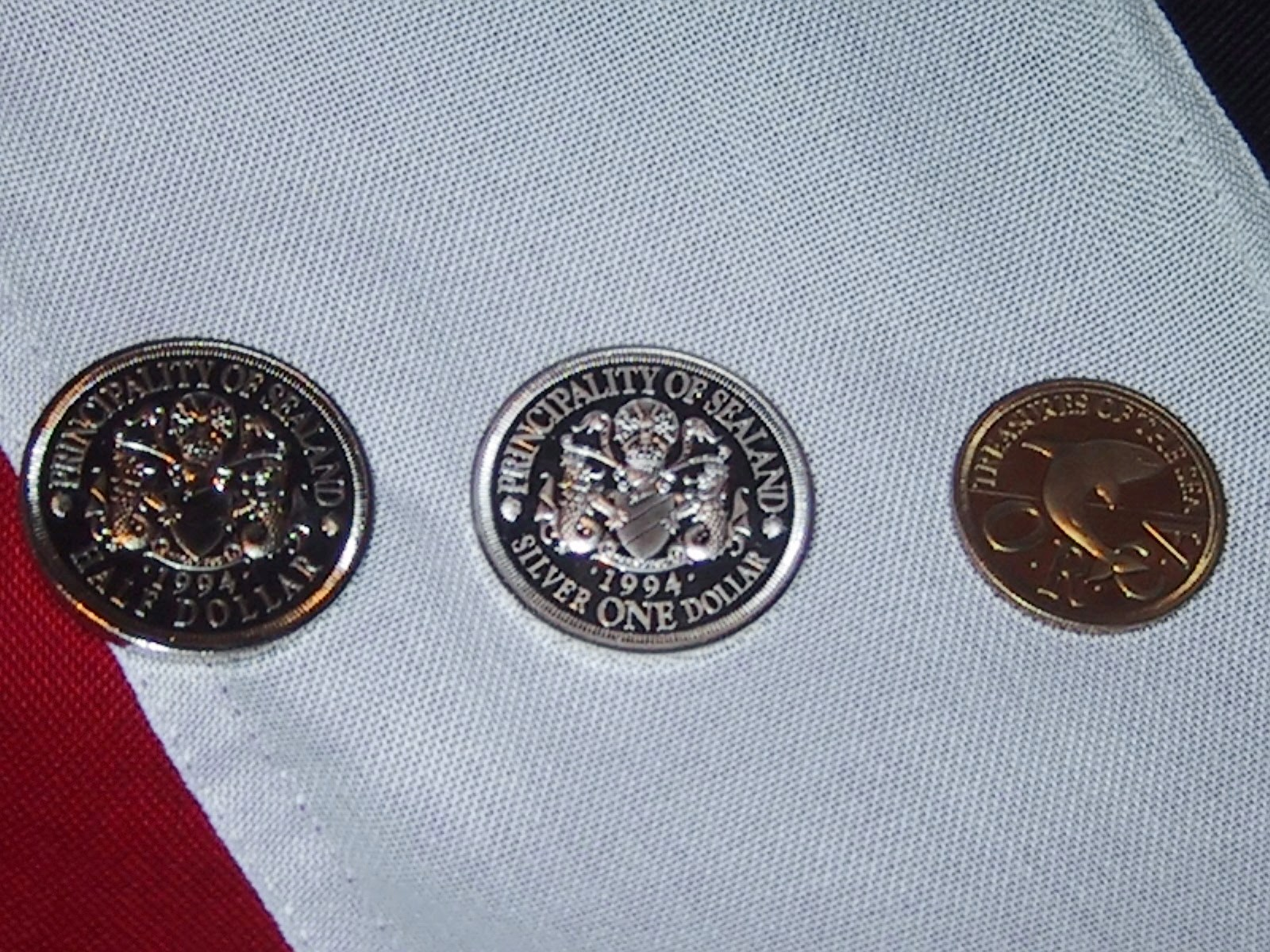
Monedas de Sealand, de izquierda a derecha: medio dólar, un dólar de plata y un cuarto de dólar.

Sealand ha declarado como su moneda circulante el Dólar de Sealand, y ha establecido como valor teórico la paridad con el dólar estadounidense, pero como no es un estado reconocido no tiene otro valor real que el que pueda generar el coleccionismo o la curiosidad, porque no sirve para hacer intercambio comercial alguno. Varias docenas de monedas se han acuñado desde 1972 en varias unidades de la moneda. Dada la limitada población de Sealand, la inaccesibilidad física a su territorio, y la falta de una economía real, es poco probable que estas monedas hayan sido acuñadas para su uso de manera corriente. La mayoría fueron acuñadas en metales preciosos, lo que despertó el interés de algunos inversores y coleccionistas de monedas. A principios de los años 90, el grupo alemán de Achenbach también produjo una moneda, en la cual aparecía la imagen del primer ministro Seiger.

## Sellos
Sealand no está reconocida por la Unión Postal Universal, por lo que sus sellos no tienen validez internacional.

## Deporte

### Fútbol
La selección de fútbol de Sealand es el equipo deportivo representativo de dicha micronación en los partidos oficiales y fue miembro de la NF-Board y dirigida por la Asociación nacional de fútbol de Sealand fundada en el 2003. Su mejor jugador es Dan Hughes con 6 goles en el partido con Recia.
Su primer partido se jugó en el 4 de marzo de 2004 con las Islas Aland, cuyo resultado fue un empate 2-2, y su peor derrota fue un 8-0 con Occitania, después de ser vencido por Tamil Eelam 5-3, aunque les resultó satisfactorio empatar con Somalilandia 2-2 y vencer a Seborga 3-0 y a Recia 6-1.
Sealand, a pesar de su escasa extensión de 550 m², dispone de un atleta oficial, un equipo nacional de fútbol aficionado y equipo de minigolf.
El 22 de mayo de 2013, el alpinista Kenton Cool colocó una bandera de Sealand en la cumbre del Monte Everest.
- Selección de fútbol de Sealand
- Asociación nacional de fútbol de Sealand